# Tân Long, Garzê
Tân Long (tiếng Trung: 新龙县; bính âm: Xīnlóng xiàn, (chữ Tạng: ཉག་རོང་རྫོང་; Wylie: nyag rong rdzong) là một huyện của châu tự trị dân tộc Tạng Garzê (Cam Tư), tỉnh Tứ Xuyên, Trung Quốc. Huyện nằm ở lưu vực sông Nhã Lung. Huyện có diện tích 8672 km², nhân khẩu năm 2001 là 42.700 người. Huyện có độ cao tứ 2760-5992 mét so với mực nước biển.
Năm 1912, sau khi nhà Thanh sụp đổ, khu vực được cải thành huyện Hoài Nhu, đến năm 1916 thì thành huyện Chiêm Hóa, đến năm 1952 cải thành huyện Tân Long như ngày nay.
Tân Long giàu tài nguyên vàng, đặc xưng là "chiêm kim". Ba tượng Phật lớn ở Lhasa chủ yếu dùng "chiêm kim".
Tân Long đượcc hia thành:
- Trấn
  - Như Long trấn (茹龙镇)
- 18 Hương

| - Sa Đôi hương (沙堆乡) - Lạc An hương (乐安乡) - Đại Cái hương (大盖乡) - Nhiễu Lỗ hương (绕鲁乡) - Sắc Uy hương (色威乡) - Giáp Lạp Tây hương (甲拉西乡) - Lạp Nhật Mã hương (拉日马乡) - Mác Mỹ hương (博美乡) - Vưu Lạp Tây hương (尤拉西乡) | - Tử Tha Tây hương (子拖西乡) - Hòa Bình hương (和平乡) - Lạc Cổ hương (洛古乡) - Hùng Long Tây hương (雄龙西乡) - Ma Nhật hương (麻日乡) - Thông Tiêu hương (通宵乡) - Hữu Nghị hương (友谊乡) - Bì Sát hương (皮擦乡) - Ngân Đa hương (银多乡) |